# 阿爾布雷希茨海恩湖

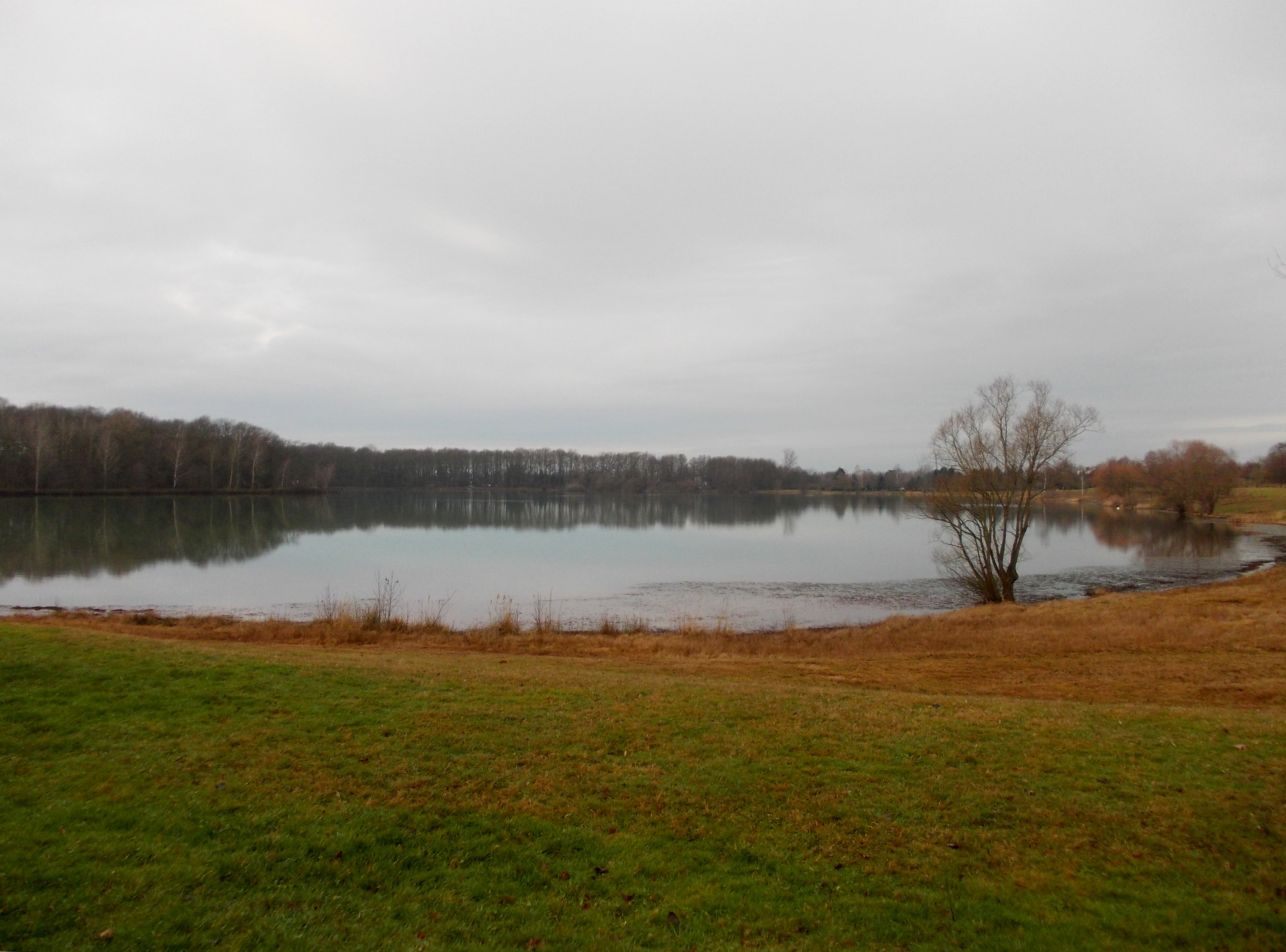

51°18′46″N 12°34′12″E / 51.312794°N 12.569898°E
阿爾布雷希茨海恩湖（德語：Albrechtshainer See），是德國的湖泊，位於該國東部，由薩克森自由州負責管轄，面積0.24平方公里，海拔高度126米，平均水深6米，最大水深11.5米，水體容量130萬立方米。